# Die Elenden (Band)
Die Elenden waren eine deutsche Band aus Schwedt. Die Gruppe spielte Punk, Ska und Folk.

## Geschichte
Gegründet wurden Die Elenden von Gunnar alias Das Lange Elend (Gesang) und Ulrich Wentzlau alias Kinski (Bass). Gerrit alias Gerri Monster Gitarre stieß 2000 zur Band. Schlagzeuger der Band war Tim Taler.
Ihr erstes Album erhielt den Namen Bacilly von einem kleinen Ort in der Normandie. Im Sommer 2003 traten Die Elenden in Bacilly beim Festival Européen des Arts auf.
Am 2. Februar 2007 fand das Abschiedskonzert im „Kesselhaus in der Kulturbrauerei“ in Berlin statt. Hier wurden ebenso Aufnahmen für eine Live-DVD gemacht als auch ein Livestream für das Internet produziert. Die Leitung übernahm die Impressionsfabrik. Danach löste sich die Band offiziell auf.
Abschlusskonzert
Nach neun Jahren gemeinsamer Musik entschieden sich die Elenden, am 2. Februar 2007 im Kesselhaus der Berliner Kulturbrauerei ihr Abschlusskonzert zu geben. Als besondere Überraschung wurde das komplette 3 ½-Stunden-Konzert vor Ort von zwölf Kameras aufgezeichnet und live auf eine Videoleinwand geworfen. Parallel dazu wurde über den Online-Sender Bunch.tv das Konzert kostenfrei gestreamt, um Fans auf der ganzen Welt die Möglichkeit zu geben, das Konzert zu verfolgen.
Die komplette audiovisuelle Produktion wurde von Impressionsfabrik unter der Leitung von Paul Andexel durchgeführt.
Weihnachten 2007 wurde dann die Doppel-DVD „Auf der Reise von 1997 bis 2007“ veröffentlicht. Die DVD beinhaltet neben dem kompletten Konzert eine Bonus-DVD mit über zwei Stunden Material. Hier finden sich neben einem knapp 30-Minuten-Making-of eine extra für das Abschlusskonzert produzierte Dokumentation über die Band, nie veröffentlichte Livevideomitschnitte, Musikvideos und auch Interviewbeiträge.

## Diskografie
- 2002: Bacilly
- 2004: Elend für alle
- 2006: In Wehmut und Polka (Live-CD)

## Videos
- 2002: Live in der Alten Brauerei
- 2007: Auf der Reise von 1998 bis 2007 (Doppel DVD des Abschlusskonzertes aus dem Berliner Kesselhaus)

## Auszeichnungen
- Erster Platz des Rio Reiser Songpreis 2001